# Prekarie
Precaria/Prekarie ist nach Gerhard Köbler im Frühmittelalter eine Leihe von Grundstücken. Sie gewährt dem Übertragenden ein Nutzungsrecht und dem Nehmer eine Gegenleistung (Abgabe, Dienst). Sie kann frei widerruflich, auf Zeit vereinbart oder vererblich sein.

## Begriff
Der Begriff ist möglicherweise abgeleitet aus dem spätlateinischen Substantiv „precarium“ (= Lehensgut (Land)), welches auf das lateinische Adjektiv „precarius“ (= erbeten, auf Widerruf) gewährt zurückgeht und neben dem im Singular defektiven Substantiv „preces“ (= Bitte, Ersuchen) steht.

## Zeitlicher Rahmen
Die Prekarie war im frühen Mittelalter verbreitet, da sie auf älteste Praxis schon im republikanischen Rom zurückgeht. In Frankreich sind seit dem 6. Jahrhundert Prekarieurkunden bekannt.

## Rechte und Pflichten der Parteien
Durch Kriegsdienst, Unglücksfälle, Naturkatastrophen oder hohe Geldbußen (Lex Salica) vom Ruin bedrohte Bauern sahen in der Prekarie einen Ausweg. Sie übertrugen das Eigentum an ihrem Land an einen weltlichen Grundherrn oder ein Kloster. Der Übertragende war zu Natural- und Geldabgaben verpflichtet und stellte sich unter den Schutz des Nehmers. Der Übertragende behielt so das alleinige Nutzungsrecht an dem Gut, doch dieses gehörte dem Nehmer. So profitierte der Übertragende einerseits vom Nutzungsrecht und sicherte andererseits das Eigentum an dem Gut für seine Nachkommen. Außerdem waren die Nehmer verpflichtet, seiner im Gebet zu gedenken.
Die Nehmer profitierten vom Zins und hatten die Aussicht auf uneingeschränktes Eigentum an dem Gut für den nicht unwahrscheinlichen Fall, dass keine Nachkommen in direkter Linie des Übertragenden mehr vorhanden waren, die Linie also ausstarb.

## Vertragliche Ausgestaltung
Im Umkreis des Klosters St. Gallen übertrug der Gebende dem Kloster Ländereien und bekam diese oder wenigstens einen Teil davon auf seine Bitten (lateinisch: preces) mindestens für die Dauer seiner Lebenszeit als Leihegut von Kloster zurück. So gehörte das Gut zwar dem Kloster, aber der Schenker behielt das Nutzungsrecht. Er bezahlte in der Regel einen Zins, der meist nicht sehr hoch war. Sehr häufig wurde in den dortigen Urkunden die Rückübertragung auf Lebenszeit nicht nur für den Übertragenden garantiert, sondern auch für die Erben. Diese waren meist Familienmitglieder: Vater, Mutter, Frau, Mann oder Geschwister, vor allem Söhne, in einer Reihe von Fällen aber auch Töchter oder Enkelkinder. Die Reihenfolge wurde in den Urkunden oft genau festgelegt; auch noch nicht geborene Nachkommen wurden einbezogen. In den allermeisten Urkunden aber wurde das Nutzungsrecht allen (in der Regel) rechtmäßigen Nachkommen zugesprochen, in einigen Fällen nur den männlichen. Immer wieder wurde betont, dass Voraussetzung war, dass die Nachkommen nicht in Unfreiheit gerieten und den Zins bezahlten. Erst, wenn keine Nachkommen mehr da waren, ging auch das Nutzungsrecht auf das Kloster über. Wurde die Schenkung von einem Ehemann vorgenommen, so besaß seine Ehefrau häufig ein Erstrecht, das die Witwenversorgung garantierte. Erst nach dem Tod der Frau ging das Gut an die Nachkommen über. Die Festlegung der Reihenfolge der Nutzungsberechtigten war also auch eine Verfügung von Todes wegen. In dieser konnten die eigenen Verwandten zugunsten anderer Personen ausgeschlossen werden (ChSG 101).
Wegen dieser Rückforderungsrechte täuschen Kartierungen wie etwa die des Klosters St. Gallen. Dort sind Flächen als Eigentum des Klosters eingetragen, über die dieses noch nicht vollständig verfügen konnte.